# Арик Маршъл
Арик Маршъл (на английски: Arik Marshall) е американски музикант, най-известен с краткото си участие в Ред Хот Чили Пепърс. Преди това свири заедно с брат си Лони Маршъл в групата Marshall Law. Член е на групата на Мейси Грей.
През 1992 г. се включва в Ред Хот Чили Пепърс, за да замени напусналия Джон Фрушанте. Участва заедно с групата на фестивала Lollapalooza.